# 懷純王后
懷純王后 蘇氏（?—?），是高麗第14代王献宗王昱的王后，本貫晋州苏氏，生于庆尚南道的晋州，為晋山府院君蘇繼笭之女，谥号懷純王后。
懷純王后的事迹在《高丽史》上没有记载，只在晋州苏氏的族谱上有记载。

## 家族
- 父：蘇繼笭
- 夫：高麗献宗（1084年－1097年，1094年－1095年在位)）